# Fernando Palatín
Fernando Palatín y Garfía (Sevilla, 11 de septiembre de 1852-ibídem, 25 de febrero de 1927) fue un virtuoso violinista, director y compositor español.

## Estirpe musical Palatín
Fernando Palatín nació en una familia de enorme tradición musical, en la que su padre era el profesor de música y director de orquesta D. Fernando Palatín Moreno, y su abuelo D. Andrés Palatín Palma fue músico mayor de la ciudad de Sevilla y fundador de la Banda Municipal de Sevilla y compositor. Además, su bisabuelo fue D. Fernando Palatín y Césari, descendiente de una familia de músicos militares y autor del primer diccionario de música en lengua castellana. El historiógrafo musical Baltasar Saldoni considera a la familia Palatín como “tal vez la más antigua de Europa en el arte filarmónico”, una estirpe en la que “pasa de tres siglos que siempre hay algún individuo de ella que es músico notable”..Fue padre del también músico Andrés Palatín Ustriz que fue fusilado durante el Golpe de Estado de 1936 en Sevilla.

## Biografía
Fernando Palatín y Garfias (Sevilla, 1852- 1927) es, sin duda, uno de los grandes músicos españoles del siglo XIX. Fue reconocido como virtuoso del violín, pero
también como compositor, pedagogo, compositor y director de orquesta y coro. Alabado por la crítica, por el público, por la realeza y la nobleza, fue condecorado con
los más altos reconocimientos de Estado de varios países. Procedía de una estirpe musical que se remonta hasta el siglo XVIII. Fernando Palatín demostraría desde
temprana edad un gran talento musical y dominio del violín. Por ello, se decidió que con solo 12 años continuase su formación en el Conservatorio Imperial de Música y
Declamación de París, que por aquel entonces era el mejor lugar para estudiar violín. Allí estudiaría con el famoso profesor Jean-Delphin Alard, maestro también de Pablo
Sarasate. Durante sus estudios fue galardonado con numerosos premios del Conservatorio, destacando el primer premio de violín con tan solo 17 años, logro solo
al alcance de los mejores violinistas. Ya en su época de estudios destacó como consumado intérprete. Una prueba más de ello es su desempeño profesional desde
1868, como primer violín solo de la Sociedad Symphoniste de París y como primer violín del Thèatre Lyrique de París.
En 1873 sería requerido desde Pau como violinista de la corte de Sebastián Gabriel de Borbón y Braganza, Infante de España, biznieto de Carlos III y nieto de Juan VI de
Portugal. Durante más de treinta años desarrolló una intensísima carrera musical en la zona: Primer violín solo de la Orquesta Municipal de Pau, conciertos de solista y de
música de cámara, fundador de la Sociedad de Cuartetos de Pau, y fundador y director de la Lyre Paloise, coro masculino con el que ganó numerosos premios en
concursos: París, Auch, Marmande, Bayonne, Eaux-Bonnes y el Gran Concurso de la Exposición Universal de 1900. También ejercería una importante labor como profesor
de violín, requerido por la nobleza que pasaba largas temporadas en Pau. Como violinista recibió constantes elogios de la crítica internacional y del público que
acudió a salas tan importantes como las Salas Pleyel, Erard y Herz de París, la Sala Bechstein de Londres, el Teatro San Carlos de Lisboa, el Capitole de Toulouse o el
Gran Salón de la Escuela Nacional de Arte y Declamación de Madrid, entre otras. Su talento fue reconocido por grandes músicos, entre ellos violinistas de la talla de
Sivori, único alumno de Paganini. También mereció el aplauso de la realeza española y portuguesa, así como de la nobleza. Concretamente, la Duquesa de Medinaceli,
quien se reconocía como “su muy grande admiradora”, o la Duquesa de
Montpensier, Dña. Luisa Fernanda.
Otra faceta relevante en su carrera fue su labor como director de orquesta. Lideró la Orquesta Municipal de Pau y la Orquesta de Eaux-Bonnes durante más de dos
décadas, así como la Orquesta de Salles de Bearn durante los últimos años de su
estancia en Francia.
Sintiéndose siempre un abanderado de su tierra natal, decidió volver a Sevilla para pasar sus últimos 18 años de vida. Aunque su actividad musical fue mucho más
tranquila, quiso dejar un legado violinístico en la ciudad. En este sentido formó a una importante generación de violinistas sevillanos que realizaron una notable labor
musical. Algunos de ellos ganaron el premio Sarasate del Conservatorio de Madrid, y trasmitieron sus conocimientos a las generaciones posteriores. También reactivó la
Sociedad de Cuartetos de Sevilla, en la que tuvo como segundo violín al importante violinista y compositor José Font de Anta.
Merece destacarse su vertiente como compositor, notable tanto por su cantidad como por su calidad: 82 obras compuestas, 29 de ellas para violín y piano. A lo largo
de toda su vida, Palatín mereció el reconocimiento de varios países en forma de multitud de condecoraciones y honores. Entre ellos destacan cinco Encomiendas de la
Orden de Carlos III, dos Palmas Académicas -Oficial de Academia de Francia y Oficial de Instrucción pública de Francia, Comendador Ordinario de la Orden de Isabel la
Católica, Caballero de la Real Orden Militar Portuguesa de Nuestro Señor Jesucristo, miembro honorario de muchas sociedades musicales y corales, Académico de la
Academia de Letras Humanas de Málaga, y Caballero de la Orden Nacional de la Legión de honor francesa, distinción más importante de Francia.
Fernando Palatín y Garfia falleció en Sevilla el 25 de febrero de 1927. El Ayuntamiento le dedicó un homenaje en el aniversario de su óbito, con la colocación de una lápida en la fachada de su casa en la calle San Luis que reza: “En esta casa murió el 25 de febrero de 1927 el eminente violinista y compositor Fernando Palatín”. Al acto acudieron el presidente del Ateneo Sr. Hazañas, Cónsul de Francia, Sres. Gómez Zarzuela, Piazza (D. Luis y D. Calixto), párroco de San Gil y varios miembros de la colonia francesa, entre otros.

## Fernando Palatín como violinista
El intérprete tuvo en Sevilla como primer maestro de violín D. José Coutier, maestro de capilla de la Catedral. En París tuvo como maestro a Delfín Alard, y también fuera del conservatorio recibió lecciones de violín del famoso violinista cubano White. En 1867, como violinista se le concedió el primer acessit, y el primer premio de solfeo, primer premio de teoría musical y el segundo de violín, en 1868. Ese mismo año se convierte en Primer Violín concertino de la Sociedad Symphonista de París y primer violín del Teatro Lírico de la Ópera de París, con tan sólo 16 años. En el gran certamen público del 20 de julio de 1870 conseguiría el primer premio de violín del Conservatorio de París entre más de 30 opositores discípulos todos de Alard, igualándose así a Sarasate (que lo había conseguido en el 57), los únicos violinistas españoles que consiguieron tal mérito. La crítica elogió durante su carrera a su perfecta afinación y la expresividad y emotividad de su interpretación:
| "Jamais, peut-être, il n'a été plus en possession qu'aujourd'hui de son marveilleux talent, jamais il n'a su tirer de son violon des sons plus mollement langoureux et des effets aussi prodigieusement étonnants. C'est un virtuose, dans la grande et noble acception du mot, devant lequel s'ouvrent à deux battants les portes de l'avenir". |
| "Nunca, quizás, ha tenido más en su poder como hoy tan marvilloso talento, nunca ha sido capaz de tomar su violín con más suavidad languidez y con efectos sonoros tan maravillosamente sorprendentes. Este es un virtuoso en el gran y noble sentido de la palabra, al que se abren de par en par las puertas del futuro".                      |

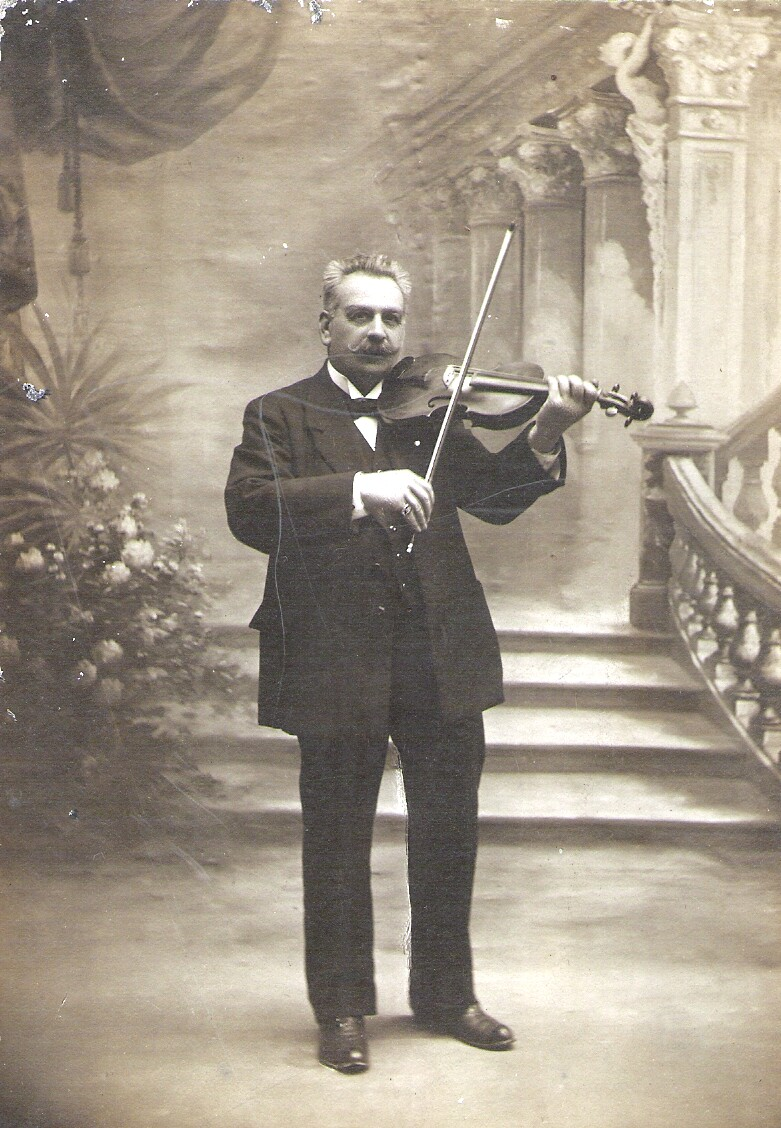
Palatin maduro

El año 1884 marchó a Madrid, reclamado a la capital de España por la Duquesa de Medinaceli que, habiéndole escuchado en Francia, lo quiso presentar ante la aristocracia española. Esta abrió sus salones, después de una clausura de cinco años, debido al fallecimiento de su esposo, para que los inaugurara esta vez el violinista sevillano, dando también conciertos en el Palacio Real y en el Conservatorio.
Durante su estancia en Pau su talento fue premiado con la amistad de aristócratas y miembros de la realeza, como la Princesa de Scheweloz-Holstein, y el Príncipe y la Princesa de Oldembrourg, discípula aventajada esta última de Palatín. Entre las anécdotas que ilustran el virtuosismo y acercamiento al público del violinista sevillano destaca su interpretación de “La Clochette” de Paganini, con la que Sivori, discípulo del compositor, había entusiasmado al público de Pau unos días antes: “La princesa d'Oldembroug había asistido a la audición de Sivori, y deseando volver a escucharla, pidió a Palatín la ejecutase en su beneficio, que debía tener lugar cinco días después de la partida de Sivori. Todos cuantos habían aplaudido al anciano violinista concurrieron para juzgar aquel injustificable atrevimiento y aquella osadía incomprensible. Su triunfo fue completo. (…) Palatín ejecutó magistralmente la pieza, y fueron tantos los aplausos que obtuvo, que siete veces tuvo que volver al palco escénico y repetir el final de la obra en medio de un verdadero diluvio de flores y coronas.”
Entretanto, Palatín volvió dos veces a París a celebrar conciertos, la última en 1883, obteniendo un gran éxito y siendo proclamado por la prensa de París como violinista de primer orden entre los mejores. Numerosas citas en la prensa de la época son testigos de otras tantas ovaciones tributadas a Palatín en muchas de las ciudades en las que tocó su instrumento:
| "Quite apart from technical considerations it was abundantly evident that Senor Palatin is a thoroughly educated musician, whose dexterity is associated with artistic intelligence: in particular he possesses a rare command of various degrees of power, whether in contrast or in gradation, a quality in which he is surpassed by few of the virtuosi of the day (…) for the British public is ever ready to recognise excellence in art from whatever quarter it may come and soon realized that in Senor Palatin they had to deal with a musician of really inusual talent, and of the first rank".                       |
| "Al margen de las consideraciones técnicas, es más que evidente que el señor Palatin es un músico profundamente formado, cuya destreza se asocia con la inteligencia artística: en particular, posee una facultad poco común de diferentes grados de intensidad, ya sea en contraste o en gradación, una calidad en la que es superado por muy pocos de los virtuosos de hoy (...) el público británico, que está siempre listo para reconocer la excelencia en el arte venga de donde venga, pronto se dio cuenta de que con el señor Palatin tuvieron que hacer frente a un músico de talento muy inusual, y de primera fila". |

Entre las obras que solía ejecutar en directo y que más reconocimiento le dieron están el Concierto para violín de Mendelsohn, el Concierto en La menor de J.S. Bach, el Concierto “La Clochette” de Paganini, el “Adagio” de Nardini, la Chaconne de J.S. Bach, el “Improntu” de Beumer, la Jota Aragonesa de Sarasate o el “Adiós a la Alhambra” de Jesús de Monasterio. Además, algunas de sus propias composiciones las dio a conocer y se hicieron populares gracias a sus exitosas interpretaciones, tales como “Adiós al Alcázar”, “Fantasía española”, “Bluette”, “Valse de Concert” o el “Scherzo”.

## Fernando Palatín como compositor
Esta es muy probablemente la faceta más desconocida del sevillano. Autor de numerosas obras aún inéditas, tiene un extenso catálogo de piezas para violín y piano dedicadas principalmente a la música de salón propia del finales del siglo XIX. En estas piezas se aprecia la influencia del gusto francés en su estilo, en el que las miniaturas íntimas y el exotismo de los recursos propios de la música española están muy presentes. Obras como “Adiós al Alcázar”, una de las más reconocidas e interpretadas por él en sus recitales, dan muestra de la presencia de lo que se conoce como alhambrismo musical en sus obras. Esta característica, típica de la música hispana de la época, se acentuó por el creciente gusto por el pintoresquismo español que había en Francia. 
Además de su producción para violín y piano cabe destacar una serie de composiciones para orquesta con mayores pretensiones estéticas. Algunas de ellas no llegaron a ser escuchadas en España. Entre ellas podemos destacar su Concierto para Violín (1883), un género que se puede considerar una rareza en la música española de aquellos años. Durante esa época, Palatín estaba en sus años de mayor producción como intérprete, y como resultado dio esta obra creada para el lucimiento de su instrumento, pero siempre procurando mantener el estatus expresivo por encima del puramente técnico, como era característico en él.
El 10 de marzo de 1895 tiene lugar el naufragio del navío de guerra español “Reina Regente”, donde perecieron más de 400 hombres, lo cual supuso un revés a la moral de la España de la época. Sensibilizado Palatín con el trágico suceso , escribe su Obertura Dramática “Reina Regente”, que es estrenada en Francia aprovechando la visita de S.A.R. la Infanta Dª Maria Luisa Fernanda de Borbón, Duquesa de Montpensier, a la localidad de Eaux-Bonnes, de cuya Orquesta Sinfónica Palatín era Director. Se trata de una de sus obras más ambiciosas, para gran orquesta y de expresividad Romántica. En aquella misma ocasión estrenó también su “Elegía para Orquesta”, compuesta y dedicada expresamente para la Infanta, a la que obsequió personalmente al finalizar la interpretación con la partitura de la obra. La crítica tanto española como francesa dio una valoración muy positiva de ambas obras y de su interpretación, asentando así el estatus de compositor del artista sevillano: “Al extinguirse la última nota del concierto, estalló un nutrido y general aplauso, una verdadera ovación tributada al señor Palatín por el numeroso público que invadía el Hotel des Princes, llegando hasta la calle, por los profesores de la orquesta, por todos los allí presentes, que bajo la impresión de un mismo sentimiento, felicitaban calurosamente al autor, figurando entre los más entusiastas en prodigarles elogios y aplausos, el eminente pianista francés monsieur Planté”.

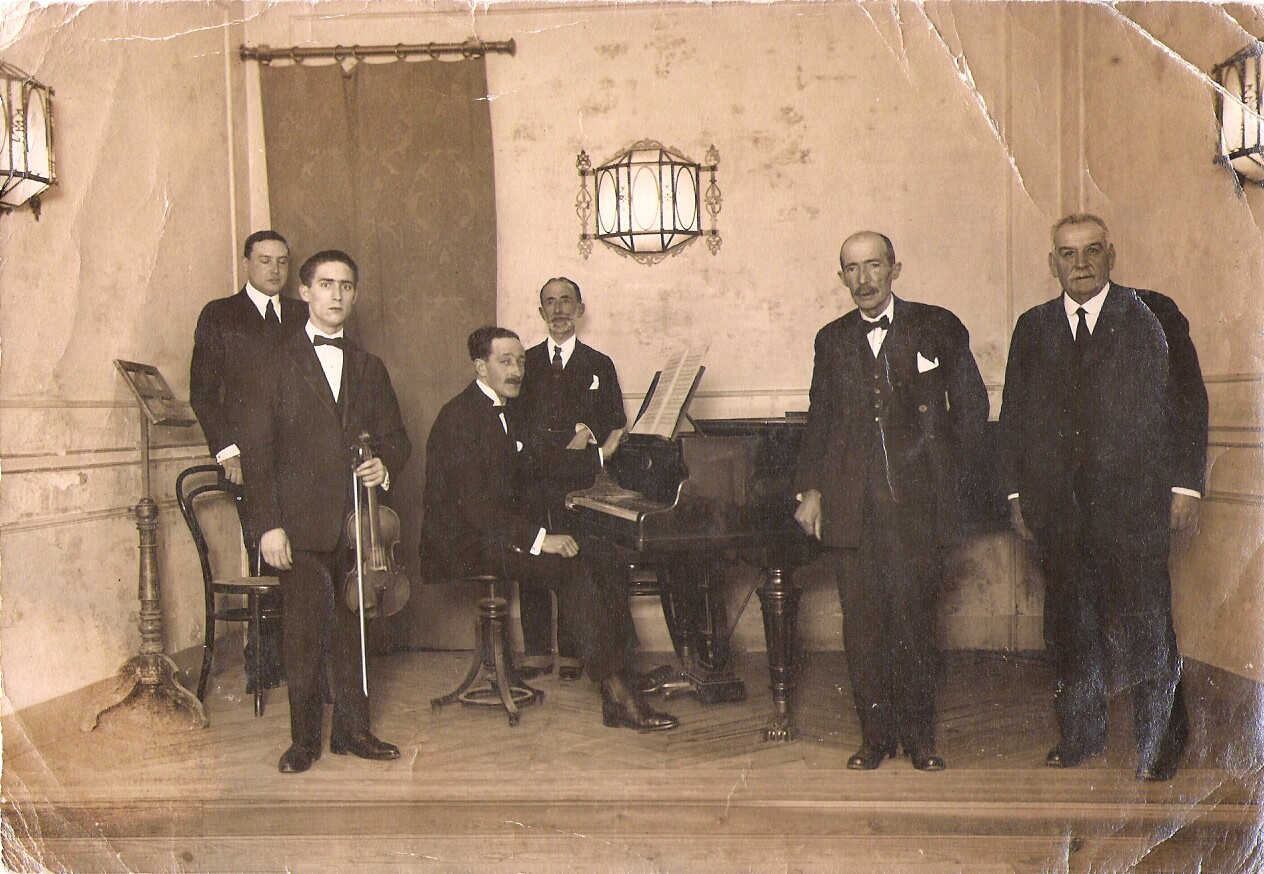
Fernando Palatín con su hijo Andrés y su alumno J. Mª Sedano

## Fernando Palatín como director
Fernando Palatín, además de dirigir, fundó varias sociedades filarmónicas, entre ellas la orfeónica ya citada “Lyre Paloise” en 1882, que durante décadas fue el orgullo de la región al erigirse como una de las mejores y la más galardonada de Francia en su género, en virtud de haber obtenido los primeros premios en todos los certámenes en que tomó parte por toda la geografía francesa y en los que hubo de competir con las mejores del país y algunas extranjeras. Del mismo modo, dirigió a las Orquestas de los Casinos municipales de Pau y Eaux-Bonnes, a las Orquestas Sinfónicas de Eaux-Bonnes y Salies de Béarn, a su regreso a Sevilla a la Banda del Hospicio Provincial de Sevilla. Su labor como director estuvo, además, siempre ligada a una función didáctica a la que nunca quiso renunciar.

## Premios y distinciones
Sus destacados méritos y triunfos tanto como instrumentista así como Director-Compositor, han hecho a Fernando Palatín uno de los músicos españoles con más proyección internacional del siglo XIX como muestran las siguientes distinciones nacionales y Extranjeras:
- Primer premio de Solfeo del Conservatorio de París.
- Primer premio de Teoría Musical del Conservatorio de París.
- Primer acessit de violín del Conservatorio de París.
- Primer premio de violín del Conservatorio de París.
- Palmas Académicas de Francia.
- Officier de Academie de Francia.
- Officier de Instruction Públique de Francia.
- Oficial de la Legión de Honor de Francia.
- Comendador de la Orden Militar Portuguesa de Nuestro Señor Jesucristo.
- Comendador de la Real Orden de Carlos III.
- Cruz del Mérito Artístico.
- Comendador de la Real Orden de Isabel la Católica.
- Académico de Letras Humanas de Málaga.

- Multitud de otros nombramientos menores de sociedades españolas y extranjeras, así como diversos homenajes -como el tributado por la Academia Libre de Bellas Artes de Sevilla-, dedicatorias, menciones honoríficas, y otros muchos reconocimientos públicos y privados colman su carrera.

### Premios de la Lyre Paloise con Fernando Palatín como director
La Lyre Paloise ha tomado parte en los concursos siguientes, dirigida por su Director-Fundador Sr. D. Frenando Palatín, que la ha conducido de éxito en éxito.
| 1883 |
| Concurso Musical de Bayona: - Primer premio de Lectura a vista, por unanimidad. Primera Medalla. - Primer premio de Ejecución ascendiente. Primera Medalla. |
| 1884 |
| Concurso Musical de Tarbes: - Segundo premio de Lectura a vista. 2ª Medalla. - Primer premio de Ejecución ascendiente. Medalla de Oro. - Primer Gran premio de Honor. Medalla de oro y 500 fr. efectivos. |
| 1885 |
| Concurso Musical de Tolouse: (Entre 126 Sociedades) - Primer premio de Lectura a vista. Por unanimidad. Medalla de Oro. - Primer premio de Ejecución. Por unanimidad. Corona. - Primer Gran premio de Honor. Palma. El Jurado concede una Batuta de Honor al Sr. Palatín por su dirección artística. A su regreso del Concurso la Sociedad es recibida por todas las Sociedades Musicales y una Delegación del Municipio. Una muchedumbre de 5 a 6 mil personas que ha invadido la Estación lleva en triunfo, en medio de aclamaciones (por la Lyre) a su Director F. Palatín. Después de este gran éxito, el Gobierno francés condecora al Sr. Palatín con las Palmas Académicas. |
| 1888 |
| Concurso Musical de Auch: - Primer premio de Lectura a vista. Por unanimidad. Medalla de Oro. * Primer premio de Ejecución ascendiente, con los elogios del Jurado y Corona. - Primer premio de Honor, con Medalla concedida por unanimidad y felicitaciones del Jurado. |
| 1889 |
| Gran Concurso Internacional de París: - Primer premio de Lectura a vista, por unanimidad. Medalla de Oro. - Primer premio de Ejecución, con felicitaciones del Jurado, Corona y Copa de Sévres. |
| 1891 |
| Organiza con la Harmonia, un Concurso musical del que el Sr. Palatín es uno de los Directores, en ocasión (22 de mayo) de la visita del Presidente de la República Sadi-Carnot, presta su concurso y el Jefe de la Banda Militar del 18º de Línea cede la batuta al Sr. Palatín quien dirige a todas las Sociedades Corales y Bandas reunidas: La Marsellesa. |
| 1892 |
| * A consecuencia del fallecimiento de M. Charles Constantin el Sr. Palatín toma la dirección de la Orquesta Municipal y de los Conciertos Sinfónicos y Clásicos, cede la batuta a M. Henri Bordes. |
| 1893 |
| Concurso Musical de Marmande: - Primer premio de Lectura a vista. Concesión de Palma. - Primer premio de Ejecución. Medalla de Oro. - Primer premio de Honor. Corona y una gran Copa de Sévres ofrecida por el presidente de la República. En honor del Sr. Palatín y sus orfeonistas el Sr. Alcalde ofrece una recepción con Champán. |
| 1896 |
| Concurso Musical de Dax: - Primer premio de Lectura a vista. Concesión de Palma. - Primer premio de Ejecución. Corona. - Primer premio de Honor con felicitaciones del Jurado. Copa de Sévres ofrecida por el presidente de la República y 500 fr. Concurso Musical de Eaux Bonnes (Aguas Buenas): - Primer premio de Lectura a vista. Primera Medalla. - Primer premio de Ejecución. Primera Medalla y felicitaciones del Jurado. - Primer premio de Honor. Palma y premio en efectivo. Felicitaciones del Jurado. |
| 1897 |
| Organiza un Concurso Musical bajo la Presidencia de M. Camille de Vos, que tiene un gran éxito. El Sr. Palatín toma su Dirección. Recepción en ese mismo año y Gran Festival en el Gran Teatro de la Academia Real de Segovia en España. |
| 1890 |
| Gran Concurso Musical de la Exposición de París (Grand Prix de 1900): - Primer premio de Ejecución, por unanimidad. - Primer premio de Honor con felicitaciones del Jurado y Objeto de Arte ofrecido por el presidente de la República. Medalla de Oro para el Sr. Palatín y carta de felicitaciones de M. Laurent de Rillé, Presidente del Jurado, dirigida al Sr. Palatín declarando que gracias a su Dirección sus orfeonistas han obtenido un éxito sin precedentes. A la vuelta de París, la Estación es invadida por una muchedumbre de unas 10 mil personas. Recepción por el Municipio, el Sr. Palatín es llevado en triunfo a hombros.                                    |
| 1901 a 1907 |
| El Sr. Palatín deja la Dirección a su subjefe M. Bordes. |
| 1908 |
| Es condecorado por el Gobierno de Francia y nombrado Oficial de Instrucción Pública. |

## Catálogo de obras

### Obras para violín con acompañamiento de piano
- Fantasia Capricho
- Adiós al Alcázar
- Scherzo
- Babiole
- Lieder
- Fantaisie Carmen
- Fantaisie Guine
- Penas del Corazón
- Reverie
- Concierto en mi menor
- Floresta (impresión)
- Bluette (en forme de gavotte) * Vals de Concert * Gavotte
- Pavane
- En Promenade
- Mazurka sentimentale
- Conte triste * Les Hirondelles
- La Maja Coqueta
- Scherzo Humorístique
- Recitativo et Allegro
- Fantasía Española
- Vals Lánguido
- Andaluza * Cuento Alegre
- Meditación
- Les Guépes

### Para canto
- Les Cotanox de Juranzon
- Reverie
- Le Voyageur
- Kirie * Agnus Dei * O Salutaris * L´Ondine et le Pecher
- Barcarolle * Las Golondrinas
- Himne a Ste. Cecile * Frisson de devil
- Himne de tete
- El Manantial

### Para trío (piano, violín y violonchelo)
- Serenade
- Trío sur Aida (2 violines y piano)

### Para cuarteto
- Cuarteto para piano, violín, chelo y órgano
- Meditative para flauta, violín, mandolina y guitarra
- Vals lento para estudiantina

### Para piano solo
- La Ardilla
- Mazurka
- Habanera 1
- Habanera 2
- Habanera 3
- Vals brillant de Concert
- Vals lento
- Nocturno
- In modo de Gavotte

### Para Orquesta
- Reina Regente (Obertura dramática)
- Concierto en mi menor
- Marcha fúnebre
- Mazurka
- Polka
- Lieder * Entreacte
- Serenata
- Transcription sur la Gran Vie
- Trois Dames Cubaines
- Mazurca de Zarzuela
- Himno del sitio (Bilbao)
- Chanson Populaire de Salies de Bearn
- La Giralda
- Aragonaise de Sarasate
- La Juive
- Esperancita
- Elegía

### Para música Militar
- Marcha Fúnebre 1
- Marcha Fúnebre 2
- Marcha Fúnebre 3
- Marcha Regular 1
- Marcha Regular 2
- Chucena
- Gavotte n.º 1
- Gavotte n.º 2
- Vals